# 어도

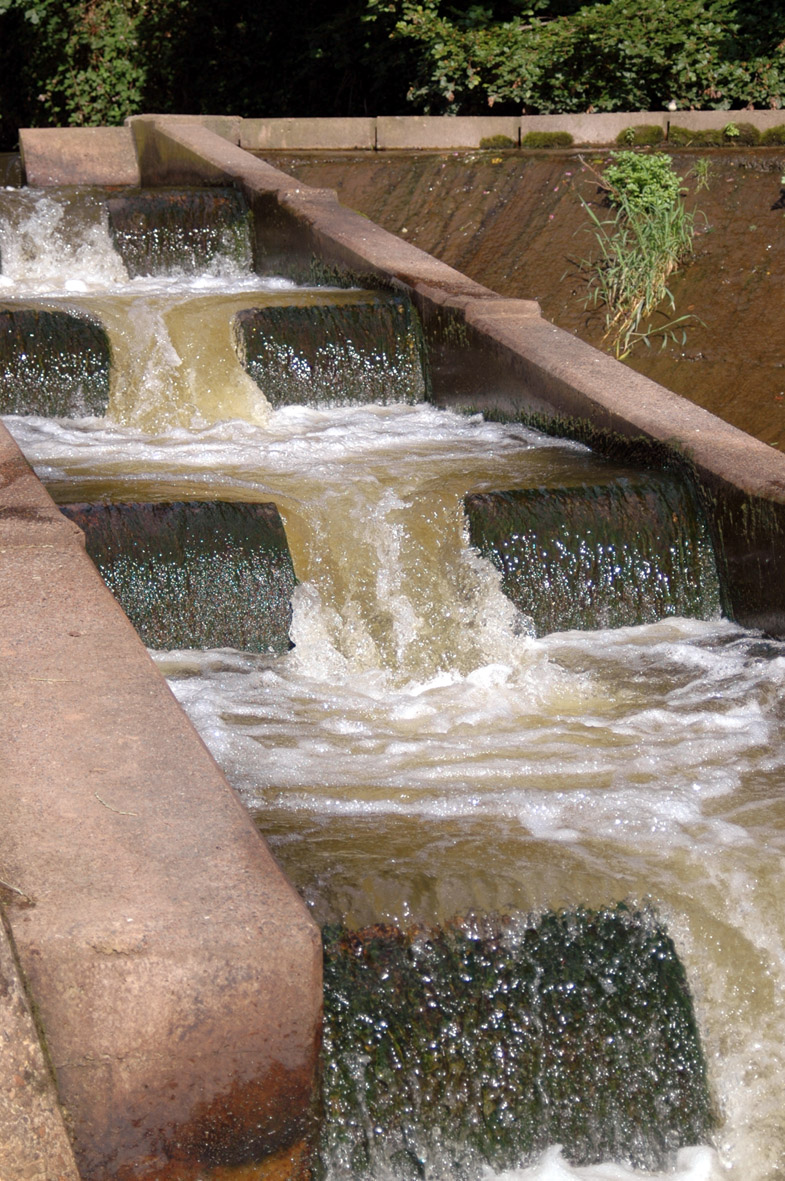
어도

어도(魚道, Fish ladder)는 어류가 이동을 하기 쉽게 댐, 보, 기타 유수 중의 장애물 주위에 설치한 구조물이다.

## 배경
연어, 은어, 피라미, 갈겨니 등의 회귀성 어종들은 수명이 다할 때쯤 자신이 태어났던 강의 상류로 산란을 위해 오른다. 댐이나 보 등 인간의 횡단 구조물은 이를 방해한다. 이러한 현실은 생물의 다양성에 방해가 되어 이를 해소하기 위한 길이 필요하였다.

## 종류
어류의 이동 경로와 시기, 헤엄치는 속도, 경사면을 올라가는 능력, 물고기의 크기 등의 생태적 특징을 고려하여 설치된다. 바닥은 돌, 자갈, 흙으로 덮는다. 종류는 바닥에 인공장애물을 설치하여 완만한 흐름을 형성하는 '수로타입', 물고기가 중간에 쉬어갈 수 있도록 수조를 연속적으로 설치한 '풀(Pool)타입', 엘리베이터와 리프트 등의 기계장치로 직접 이동시키는 '조작타입', 여러 가지 형식의 어도를 복합 설치하는 '하이브리드(Hybrid)타입'으로 나뉜다.